# Antonio Pellegrini (cardinale)
Antonio Pellegrini (Roma, 11 agosto 1812 – Roma, 2 novembre 1887) è stato un cardinale italiano.
Era figlio di Benedetto Pellegrini, patrizio di Velletri e Piperno, e di Maria Maddalena Storani.

## Biografia
Fu prelato referendario nel 1842. Nel 1843 fu relatore per la Congregazione del Buon Governo.
Papa Pio IX lo nominò cardinale diacono nel concistoro del 28 dicembre 1877, con il titolo di cardinale diacono di Santa Maria in Aquiro.
Partecipò al conclave del 1878 che elesse papa Leone XIII.
Morì di polmonite a Roma e la sua salma fu inumata nel Cimitero del Verano.
Non ricevette la consacrazione episcopale.